# Масляк Омелян Володимирович
Омелян Володимирович Масляк (нар. 19 січня 1893, Ясло — пом. 19 червня 1972, Львів) — український радянський графік і бібліотекознавець; член Спілки радянських художників України з 1944 року (з перервою).

## Біографія
Народився 19 січня 1893 року в місті Ясло (нині Підкарпатське воєводство, Польща). Син письменника Володимира Масляка, брат поета Степана Масляка. Упродовж 1912—1915 років навчався у Вільній академії мистецтв у Львові, був учнем Северина Обста, Івана Труша, Фелікса Вигживальського; у 1915—1918 роках навчався на політекономічному факультеті Віденського університету.
Протягом 1918—1929 займався творчістю у Західній Європі; у 1929—1938 роках подорожував Галичиною та Поліссям. Повернувся до Львова і у 1939—1941 роках студіював бібліотечну справу, брав участь в організаційному оформленні Львівської центральної міської бібліотеки, де працював з 1940 року; у 1944—1949 роках очолював її. Здійснював заходи для збереження бібліографічних цінностей. Очолював Львівську міську бібліотеку іноземної літератури. 19 жовтня 1949 року був заарештований, 2 січня 1951 року засуджений до 10-ти років позбавлення волі, висланий до Магадана. Звільнений у 1954 році, поновлений у Спілці художників України у 1955 році, реабілітований у 1964 році. Жив у Львові в будинку на вулиці Енгельса, № 27, квартира № 1 а. Помер у Львові 19 червня 1972 року.

## Творчість
Працював у галузі станкової графіки. У реалістичному стилі писав акварельні пейзажі, часто малював сільські та міські краєвиди, переважно околиці Львова. Серед Робіт:
- «Вечірні мелодії» (1938);
- «Осінній краєвид» (1939);
- «Зима» (1942);
- «Під Чортківською скалою» (1943);
- «Осінній день» (1943);
- «Буря» (1945);
- «Підміські загороди» (1945);
- «Ранок у Львові» (1945);
- «Замкова гора у Львові» (1945);
- «Зрив бурі» (1945);
- «У горах Зальцбурґа» (1946);
- «Озеро Ґмунден» (1946);
- «На околиці Львова» (1947);
- «Пейзаж із Кривчиць» (1948);
- «Сутінки» (1954);
- «Літо» (1954);
- «Нафтова вишка» (1954);
- «Куток старого Львова» (1955);
- «Рефлекси заходу сонця» (1956);
- «Спомин з Ужгорода» (1956);
- «Ранок у Донбасі» (1956);
- «Пристань» (1956).

Брав участь у міських художніх виставках з 1919 року, республіканських — з 1945 року.
Деякі роботи художника зберігаються в Національному музеї у Львові.